# Талькана
Талькана (◌݇, ◌̄, ◌̱; сир. ܛܵܠܩܵܢܵܐ, разрушитель; также лат. linea occultans, сокрывающая чёрточка) — диакритический знак сирийского письма, обозначающий немые (нечитаемые) буквы в начале и середине слова.

## Использование
В современных новоарамейских языках используется, чтобы сгладить различия между ними и классическим сирийским языком.
В восточносирийском письме всегда располагается над немой буквой и имеет вид наклонной черты. Может сочетаться только с буквами ‎ܐ‎, ‎ܗ‎, ‎ܘ‎, ‎ܝ‎, ‎ܠ‎, ‎ܡ‎, ‎ܢ‎, ‎ܥ‎ и ‎ܪ‎, однако буквы ‎ܐ‎, ‎ܗ‎, ‎ܝ‎ и ‎ܥ‎ часто являются немыми, даже если не помечены тальканой. В западносирийском письме имеет вид горизонтальной черты и может располагаться как над, так и под буквой. Буквы с тальканой называются тликта (сир. ܛܠܝܼܩܬܵܐ).
Изначально не использовалась для обозначения немых букв на конце слова; впрочем, в современном туройо такая практика иногда встречается.
Пример употребления можно встретить в имени сир. ܡܵܪ݇ܬܝ ܡܲܪܝܲܡ (, Мат-Марьям, Дева Мария).
При транслитерации буквы с тальканой, как правило, передаются заключёнными в скобки.

## Кодировка
Талькана была добавлена в стандарт Юникод в версии 3.0 в блок «Сирийское письмо» (англ. Syriac) под шестнадцатеричным кодом U+0747 (этот же символ представляет мархатану). Для представления западносирийской горизонтальной тальканы также могут использоваться макрон (◌̄) и макрон снизу (◌̱).